# Friederike Spitzenberger
Friederike Spitzenberger (auch Friederike Weiss-Spitzenberger; * 24. Jänner 1939 in Wien) ist eine österreichische Mammalogin.

## Leben
Spitzenberger legte 1957 ihre Matura am Wiener BGRG 2, Lange Gasse 47, ab. Anschließend begann sie ein Studium der Zoologie und der Paläontologie an der Universität Wien, wo sie sich zusammen mit dem späteren Ökologieprofessor Hans Martin Steiner (1938–2014) selbständig in die Wirbeltierzoologie einarbeitete. Ihr bevorzugtes Studiengebiet waren die Donau-Auen, worüber sie 1964 ihre Dissertation mit dem Titel Zur Ökologie und Bionomie der Spitzmäuse (Mammalia: Soricidae) in den Donauauen oberhalb und unterhalb Wiens schrieb.
Im Juli 1965 begann Spitzenberger als Volontärin im Naturhistorischen Museum Wien. 1966 wurde sie wissenschaftliche Mitarbeiterin, und 1972 übernahm sie als Nachfolgerin von Kurt Bauer die Leitung der Säugetiersammlung des Naturhistorischen Museums Wien. Von 1982 bis 1990 war sie Direktorin der 1. Zoologischen Abteilung (Wirbeltiere). 2004 wurde sie pensioniert.
Ihre Forschungsinteressen gelten der Systematik, Ökologie und Zoogeographie österreichischer und nahöstlicher Säugetiere. Sie unternahm 12 Forschungsreisen in die Türkei und weitere in den Nordosten Griechenlands, nach Zypern, Libyen, Marokko, Kenia, Südafrika sowie Skandinavien, Albanien und Andorra. Sie hatte Lehraufträge an der Ege Üniversitesi in Izmir sowie an der Universität Salzburg.
2002 erschien das Standardwerk "Die Säugetierfauna Österreichs". 2005 folgte die "Rote Liste der Säugetiere Österreichs".
Spitzenberger publizierte folgende Erstnachweise für Österreich: Brandmaus (Apodemus agrarius), Bayerische Kurzohrmaus (Microtus bavaricus), Alpenlangohr (Plecotus macrobullaris), Nymphenfledermaus(Myotis alcathoe), Mittelmeerfledermaus (Rhinolophus euryale).
1971 beschrieb Spitzenberger die Taurus-Weißzahnspitzmaus (Crocidura arispa) und 1978 die Türkische Stachelmaus (Acomys cilicicus). Sie war Co-Autorin des „The Atlas of European Mammals“, veröffentlichte Beiträge im Handbuch der Vögel Mitteleuropas und im Handbuch der Säugetiere Europas sowie 150 Fachartikel.

## Ehrungen
Spitzenberger wurde mit dem Goldenen Verdienstzeichen der Republik Österreich, dem Kulturpreis des Landes Burgenland sowie mit dem Goldenen Ehrenzeichen des Österreichischen Naturschutzbundes ausgezeichnet. Der deutsche Botaniker Dietrich Podlech benannte 2001 die Tragant-Art Astragalus spitzenbergeri aus der Türkei nach Friederike Spitzenberger.

## Schriften (Auswahl)
- mit Kurt Bauer: Vogelparadiese der Welt. 1970.
- F. Spitzenberger: Erstnachweise der Wimperspitzmaus (Suncus etruscus) für Kreta und Kleinasien und die Verbreitung der Art im südwestasiatischen Raum. In: Z. f. Säugetierkunde. Band 35, 1970, S. 107–113.
- F. Spitzenberger: Eine neue, tiergeographischbemerkenswerte Crocidura (Insectivora. Mammalia) aus der Türkei. In: Ann. naturhistor. Mus. Wien. Band 75, 1971, S. 539–552.
- mit Wolfgang Böhme, Edwin Möhn, Paul Müller, Peter Nagel, Herbert Schifter und Gerd von Wahlert: Tiere der Welt. 1976.
- F. Spitzenberger: Die Säugetierfauna Zyperns. Teil I. Insectivora und Rodentia. In: Ann. naturhistor. Mus. Wien. Band 81, 1978, S. 401–441.
- Säugetiere. Führer durch die Schausammlung des Naturhistorischen Museums Wien. 1981.
- mit Kurt Bauer und Antal Festetics: Artenschutz in Österreich – besonders gefährdete Säugetiere und Vögel Österreichs und ihre Lebensräume. Österreichische Gesellschaft für Vogelkunde und Säugetiersammlung des Naturhistorischen Museums Wien, 1981.
- Die Fledermäuse Wiens. Ergebnisse einer Erhebung in den Jahren 1965–1988 der Biospeläologischen Arbeitsgemeinschaft an der Säugetiersammlung des Naturhistorischen Museums Wien. 1990.
- F. Spitzenberger: Angaben zu Sommerverbreitung, Bestandsgrößen und Siedlungsdichten einiger gebäudebewohnender Fledermausarten Kärntens. In: Myotis. Band 31, 1993, S. 69–109.
- mit Kurt Bauer: Die Säugetierfauna Österreichs. Bundesministerium für Land- und Forstwirtschaft, Umwelt und Wasserwirtschaft, 2001.
- Rote Listen gefährdeter Säugetiere Vorarlbergs. 2006.
- F. Spitzenberger, P. P. Strelkov, H. Winkler, E. Haring: A preliminary revision of the genus Plecotus (Chiroptera, Vespertilionidae) based on genetic and morphological results. In: Zool. Scripta. Band 35, Nr. 3, 2006, S. 187–230.
- F. Spitzenberger, R. Weiss: Die Fledermäuse des Burgenlands. Entwicklung der Verbreitung, Häufigkeit und Gefährdung in den letzten 30 Jahren. In: Joannea Zoologie. Band 20, 2022, S. 49–122.
- F. Spitzenberger, K. Kugelschafter, E. Weiss: Hibernation phenologies and winter activities of four congeneric bat species hibernating simultaneously in an Eastern Alpine cave studied by phototrapping cave studied by phototrapping. In: Lynx. n. s. (Praha), Band 54, 2023, S. 181–191.